# Auxerre
Auxerre (/oʊˈsɛər/, francosko: [osɛʁ] , burgundsko Auchoirre, antični Autesiodorum)  je glavno mesto (prefektura) departmaja Yonne in četrto največje mesto v zgodovinski regiji Burgundiji jugovzhodno od Pariza. Auxerre ima danes približno 35.000 prebivalcev; mestno območje (aire d'attraction) obsega približno 111.000 prebivalcev. Prebivalci Auxerreja se imenujejo Auxerrois.
Auxerre je trgovsko in industrijsko središče z industrijo, vključno s proizvodnjo hrane, lesa in baterij. Bližnja območja so znana tudi po proizvodnji burgundskega vina, vključno s Chablisom. Leta 1995 je bil Auxerre imenovan Mesto umetnosti in zgodovine.

## Zgodovina
Auxerre je bilo cvetoče galsko-rimsko središče, takrat imenovano Autissiodorum, skozi katerega je potekala ena glavnih cest območja, Via Agrippa (1. stoletje n. št.), ki je tu prečkala reko Yonne (galsko-rimska Icauna). V 3. stoletju je postal sedež škofa in provincialna prestolnica Rimskega cesarstva. V 5. stoletju je dobil stolnico. Konec 11. in v začetku 12. stoletja so bile obstoječe skupnosti vključene v novo linijo obzidja, ki so jo zgradili fevdalni grofje Auxerre.
Meščanske dejavnosti so od 12. stoletja naprej spremljale tradicionalno obdelovanje zemlje in vinogradništva, Auxerre pa se je razvil v občino z lastno mestno hišo. Burgundsko mesto, ki je pod kraljem Ludvikom XI. postalo del Francije, je trpelo med stoletno vojno in verskimi vojnami. Leta 1567 so ga zavzeli hugenoti, številne katoliške stavbe pa so bile poškodovane. Srednjeveško obzidje je bilo porušeno v 18. stoletju.
V 19. stoletju je bilo zgrajenih veliko težkih infrastrukturnih objektov, vključno z železniško postajo, psihiatrično bolnišnico in sodiščem, na desnem bregu reke Yonne pa so bile razvite nove četrti.
Do začetka 20. stoletja je bil Auxerre eno najbolj uspešnih mest v departmaju. Toda lokalne oblasti tistega obdobja so zavrnile železnico, ki je bila pozneje postavljena v vasi Migennes, in s tem podpisale gospodarski upad mesta.

## Arheologija
Junija 2024 je francoski Nacionalni inštitut za preventivne arheološke raziskave objavil odkritje velikega rimskega pokopališča na Place du Maréchal Leclerc v Auxerru. Na pokopališču je več kot 250 pokopov dojenčkov in mrtvorojenih otrok. Nekateri posmrtni ostanki so bili pokopani v keramičnih posodah in lesenih krstah, drugi pa so bili zaviti v tekstil.
Junija 2025 je bil med izkopavanji, ki jih je izvedel francoski Nacionalni inštitut za preventivne arheološke raziskave (Inrap), odkrit obsežen rimski kompleks vil, ki se je raztezal na več kot 4000 kvadratnih metrih. Najdišče, znano kot Sainte-Nitasse, je bilo prvič odkrito konec 19. stoletja in je danes priznano kot ena največjih rimskih vil v Galiji. Kompleks, ki datira iz 1. do 3. stoletja našega štetja, ima osrednji vrt, obodno obzidje in različne sobe, vključno z velikimi zasebnimi kopalnicami.

## Geografija
Auxerre leži ob reki Yonne in kanalu Nivernais, približno 150 km jugovzhodno od Pariza in 120 km severozahodno od Dijona. Avtocesta A6 (Pariz–Lyon) poteka severovzhodno od mesta. Železniška postaja Auxerre-Saint-Gervais ima železniške povezave z Dijonom, Parizom, Corbignyjem in Avallonom.
Auxerre delno leži na nizkem hribu s pogledom na reko Yonne. Občina pokriva površino 4995 hektarjev, del katere je nerazvit; leži na nadmorski višini med 93 in 217 metri.

### Podnebje
Leta 2010 je bilo podnebje občine značilno degradirano oceansko podnebje osrednjih in severnih ravnic, v skladu s študijo Nacionalnega centra za znanstvene raziskave, ki je temeljila na vrsti podatkov, ki zajemajo obdobje 1971–2000. Leta 2020 je Météo-France objavil tipologijo podnebja v metropolitanski Franciji, v kateri je občina izpostavljena spremenjenemu oceanskemu podnebju in se nahaja v podnebni regiji Lorena, planota Langres, Morvan, za katero so značilne ostre zime (1,5 °C), zmerni vetrovi in pogosta megla jeseni in pozimi.

## Uprava in prebivalstvo
Razvoj prebivalstva je znan iz popisov prebivalstva, ki se v občini izvajajo od leta 1793. Za občine z več kot 10.000 prebivalci se popisi izvajajo letno po vzorčni anketi naslovov, ki predstavljajo 8 % njihovih stanovanj, za razliko od drugih občin, ki imajo dejanski popis vsakih pet let.
Leta 2022 je imela občina 35.236 prebivalcev, kar je +1,12 % več kot leta 2016 (Yonne: -1,95 %, Francija brez Mayotteja: +2,11 %).
Auxerre je prefektura in s tem glavno mesto departmaja Yonne. Je tudi glavno mesto okrožja Auxerre. Auxerre je član in upravni sedež aglomeracijske skupnosti Auxerre (Comunauté d'agglomération de l'Auxerrois, v grobem prevodu 'Združenje skupnosti Auxerre'); združenje obsega 21 občin in je bilo ustanovljeno leta 2005.
Auxerre obsega tudi volilno enoto departmaja Yonne, katerega predstavnik je Guillaume Larrivé od francoskih parlamentarnih volitev leta 2012.
Mesto je leta 2006 uvedlo politiko trajnostnega razvoja z uvedbo pobude Agenda 21.
Mesto je bilo vrsto let prepoznano na tekmovanju Villes et Villages Fleuris (Cvetoča mesta in vasi). Vendar se je v 2000-ih letih iz tega tekmovanja umaknilo.

## Znamenitosti
Auxerre je od leta 1995 na seznamu francoskih umetnostno-zgodovinskih mest. Auxerre ima ogromno in slikovito staro mestno jedro z vijugastimi ulicami in impresivnimi pollesenimi hišami. V njem so tudi nekatere spodaj omenjene cerkve in stolp z uro (Tour de l'Horloge). Staro mestno jedro leži zahodno od reke Yonne in ga obdajajo ulice Rue du Pont, Rue des Remparts, Rue des Buttes in Rue Saint-Germain.
- Stolnica St. Étienne (11.–16. stoletje). V gotskem slogu ima tri vhodna vrata z bas reliefi. V koru in apsidalni kapeli so vitraži. V kripti iz 11. stoletja so ostanki nekdanje romanske stolnice.
- Opatija Saint-Germain, nekdanji benediktinski samostan v osrednji Franciji, ki obstaja od 6. stoletja. Ustanovljen je bil na mestu oratorija, ki ga je German zgradil v čast svetemu Mavriciju. Kripta ima nekatere najstarejše stenske poslikave v Franciji in hrani grobnico škofov iz Auxerra. V njej je kapiteljska soba (12. stoletje), klet (14. stoletje) in križni hodnik (17. stoletje).
- Ura v starem mestnem jedru
- Cerkev sv. Petra v Valléeju (17.–18. stoletje), zgrajena na mestu opatije iz 6. stoletja. V poznogotskem slogu ima stolp, podoben stolnici. Dele okraskov in notranje kapele so financirali lokalni vinogradniki.
- Cerkev sv. Evsebija, ustanovljena v 7. stoletju. Pripada samostanu posvečen svetemu Evzebiju Vercellijskemu, ki ga je ustanovil sveti Paladij, škof Auxerreja od leta 622 do 657. Ladja je bila obnovljena v 13. stoletju, medtem ko je stolp v romanskem slogu. Samostan je bil pogosto napaden, uničen ali celo porušen, zato so ga menihi zapustili in samostan je postal last auxerrske stolnice.

## Pobratena mesta
- Greve in Chianti (Italija), 1998
- Płock (Poljska), 2000
- Redditch (Združeno kraljestvo), 1956
- Roscoff (Finistère, Francija), 1978
- Saint-Amarin (Haut-Rhin), 1981
- Worms (Nemčija), 1968